# Nukleozid
Nukleozidi su organske tvari koje nastaju spajanjem pirimidinskih ili purinskih baza sa šećerima putem C-N veze. 

U nukleozide spadaju derivati purinskih baza:
- adenozin - spoj adenina i riboze te
- gvanozin - spoj gvanina i riboze.

Pirimidinske baze koje spadaju u nukleozide su:
- citidin - spoj citozina i riboze te
- uridin - spoj uracila i riboze